# Bulbophyllum macrocarpum
Bulbophyllum macrocarpum là một loài phong lan thuộc chi Bulbophyllum.